# Королівська макрель
Королівська макрель (Scomberomorus cavalla) — риба з роду Іспанська макрель родини скумбрієвих (Scombridae). Інші назви «макрель-кавалла» і «королівська риба».

## Опис
Середня довжина становить 70 см при вазі 5—14 кг, максимальна сягає — 1,84 м при вазі до 40 кг. Голова коротка. Довжина морди коротша за решту довжини голови. Зуби ножеподібної форми, сошникові й піднебінні. Верхньощелепна кістка не захована під передочну. Кількість зябрових тичинок на першій зябровій дузі 7—13 (в середньому 9—10). Тіло подовжене веретеноподібне, вкрите дуже дрібними, ледь помітними, слабко прикріпленими лусочками. Має 41—43 хребців. Два спинних плавця розділені невеликим проміжком. У першому спинному плавці 12—18 колючих променів, у другому спинному 15—18. Позаду другого спинного і анального плавців пролягає рядок з 7—10 дрібніших плавців, які допомагають уникати утворення вирів при швидкому русі. Бічна лінія починається високо, різко вигинається під другим спинним плавцем. Грудні плавці утворені 21—23 променями. Черевні плавці маленькі. Черевний міжплавцевий відросток маленький і роздвоєний. Анальний плавець складається з 16—20 м'яких променів. Хвостове стебло тонке, з простим кілем.
Спина синьо-сталевого кольору, боки сріблясті, у статевонезрілих особин вкриті дрібними цятками бронзового кольору. Передня половина першого спинного плавця не пофарбована в чорний колір на відміну від інших представників родини.

## Спосіб життя
Зустрічається на зовнішньому краї рифів, гирлах річок, виходах річок до океану. Океанодромна, епіпелагічна і неретична риба, тримається прибережних вод температурою 20—29 °C, зустрічається на глибині від 12—45 м (зазвичай) до 180 м. Здійснює сезонні міграції (від узбережжя Техасу влітку до середньосхідного узбережжя Флориди з листопада по березень; від Північної Кароліни на південний схід Флориди). Живиться дрібними рибами, а також креветками і кальмарами. Істотну частку раціону молодих особин завдовжки 10—31 см становлять риби родів Opisthonema, Harengula і Brevoortia.
Статева зрілість настає у віці 2—3 роки (у самців) і 3—4 роки (у самиць). У Флориді вперше нереститься при досягненні самцями довжини 73 см, самицями — 84 см. У водах Бразилії самки стають статевозрілими при довжині близько 77 см. У західній частині Мексиканської затоки нерест відбувається з травня по вересень. Пік припадає на вересень. Риби нерестяться на глибині 35—180 м над середньою частиною і зовнішнім краєм континентального шельфу. У північно-східній частині Карибського басейну пік спостерігається в липні-серпні. Кількість ікри коливається від 50 тис. до декількох мільйонів. Біля вод Бразилії плодючість самиць завдовжки 63—123 см оцінюється в 345—2280 тис. ікринок. Запліднені яйця вилуплюються десь через 24 години. Народжені становлять 2,5 мм завдовжки. Мальки трапляються в поверхневому шарі води при температурі від 26,3 до 31 °C і солоності від 26,9 до 35 ‰. Однорічні риби зазвичай досягають 60 см завдовжки при середній вазі 1,4–1,8 кг.
Тривалість життя самиць — 32 роки, самців — 26 років. Тривалість покоління близько 9 років.

## Господарське значення
Цінна промислова риба. Є об'єктом спортивної риболовлі. М’якоть сірувата через високий вміст жиру. Найчастіше її готують на грилі, смажать, запікають або коптять.

## Розповсюдження
Поширена в тропічних водах північнозахідної і центральнозахідної частин Атлантичного океану: штату Массачусетс (США), до штату Санта-Катарина (Бразилія). У прибережній зоні від Массачусетсу до Флориди трапляються лише в теплий період року.